# Zanawinskaje
Zanawinskaje (biał. Занавінскае; ros. Зановинское) – chutor na Białorusi, w obwodzie brzeskim, w rejonie łuninieckim, w sielsowiecie Bostyń.